# 安乐镇 (三原县)
安乐镇，是中华人民共和国陕西省咸陽市三原县一个已撤销的乡级行政区，2015年，陕西省民政厅批复同意撤销安乐镇，将其所辖行政区域划归陂西镇。